# Claranet

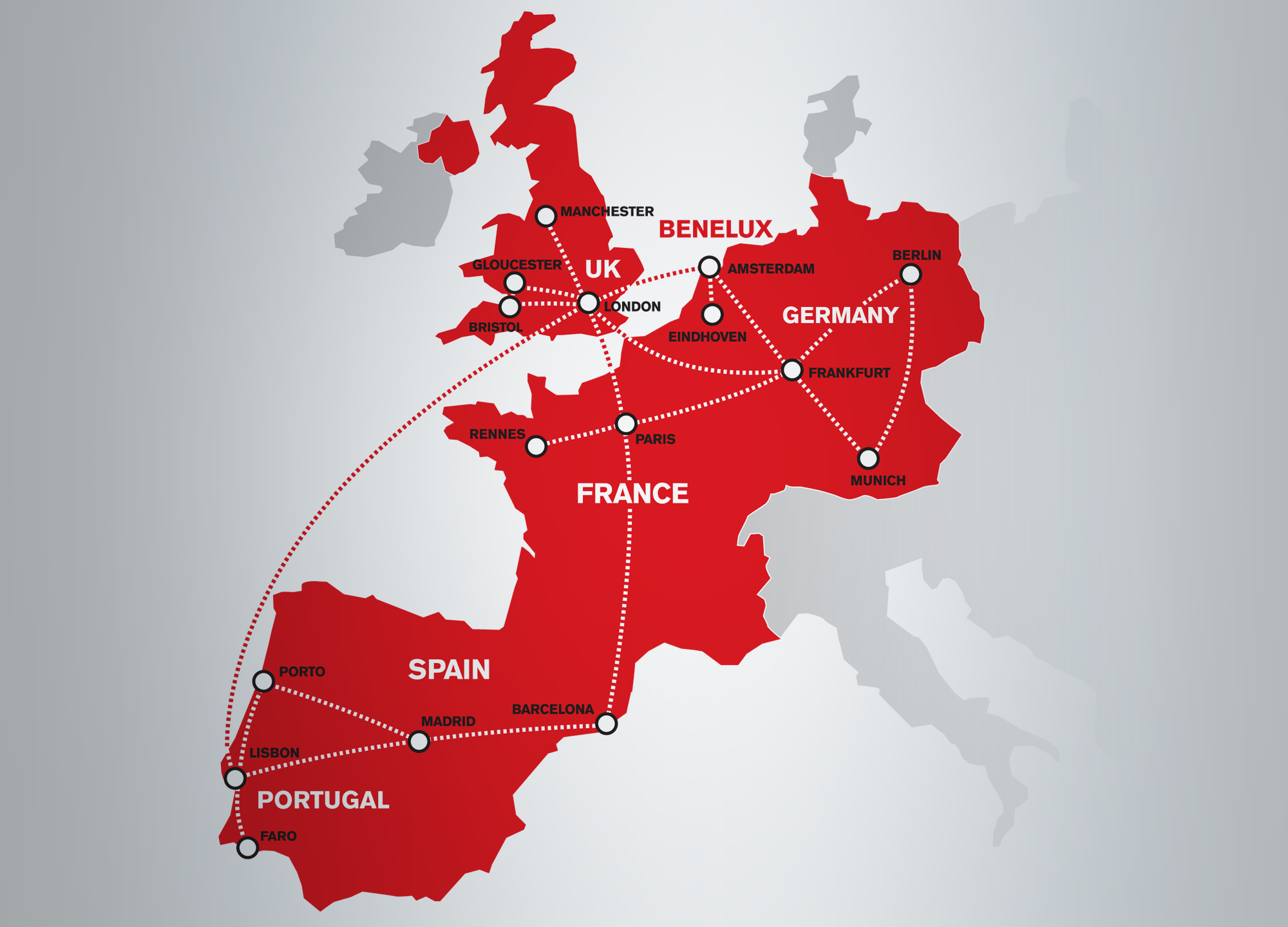
Le réseau Claranet en 2013

Claranet est un opérateur internet, fournisseur d'accès et hébergeur, qui propose des services au Royaume-Uni, France, Allemagne, Benelux, Portugal, Espagne, Italie et Brésil. 

## Historique
Claranet a été fondé en 1996 par Charles Nasser. En 1999 Claranet avait 150 000 abonnés. 
En 2016, Claranet rachète Diademys en France.
En 2017, Claranet rachète Oxalide en France, Sec-1 au Royaume-Uni et Iten Solutions au Portugal.
En 2023, Claranet rachète Pictime Groupe en France